# 岩倉具視幽棲旧宅
岩倉具視幽棲旧宅（いわくらともみゆうせいきゅうたく）は、岩倉具視が洛中から追放された際、5年間幽棲された邸宅。京都・洛北の実相院近く（現・京都市左京区岩倉上蔵（あぐら）町）にあり、今は住宅や病院に囲まれている。
建物は質素な平屋建て二棟で、うち南側（表側）の1棟は移住後の元治元年（1864年）に、増加する来客に対応するため増築したもの。具視死去後の1902年（明治35年）に、移住当初から建っていた北側の棟の屋根の一部が茅葺きから瓦葺きに改築されたがほぼ当時のまま残され、その後1932年（昭和7年）に国の史跡に指定されている。

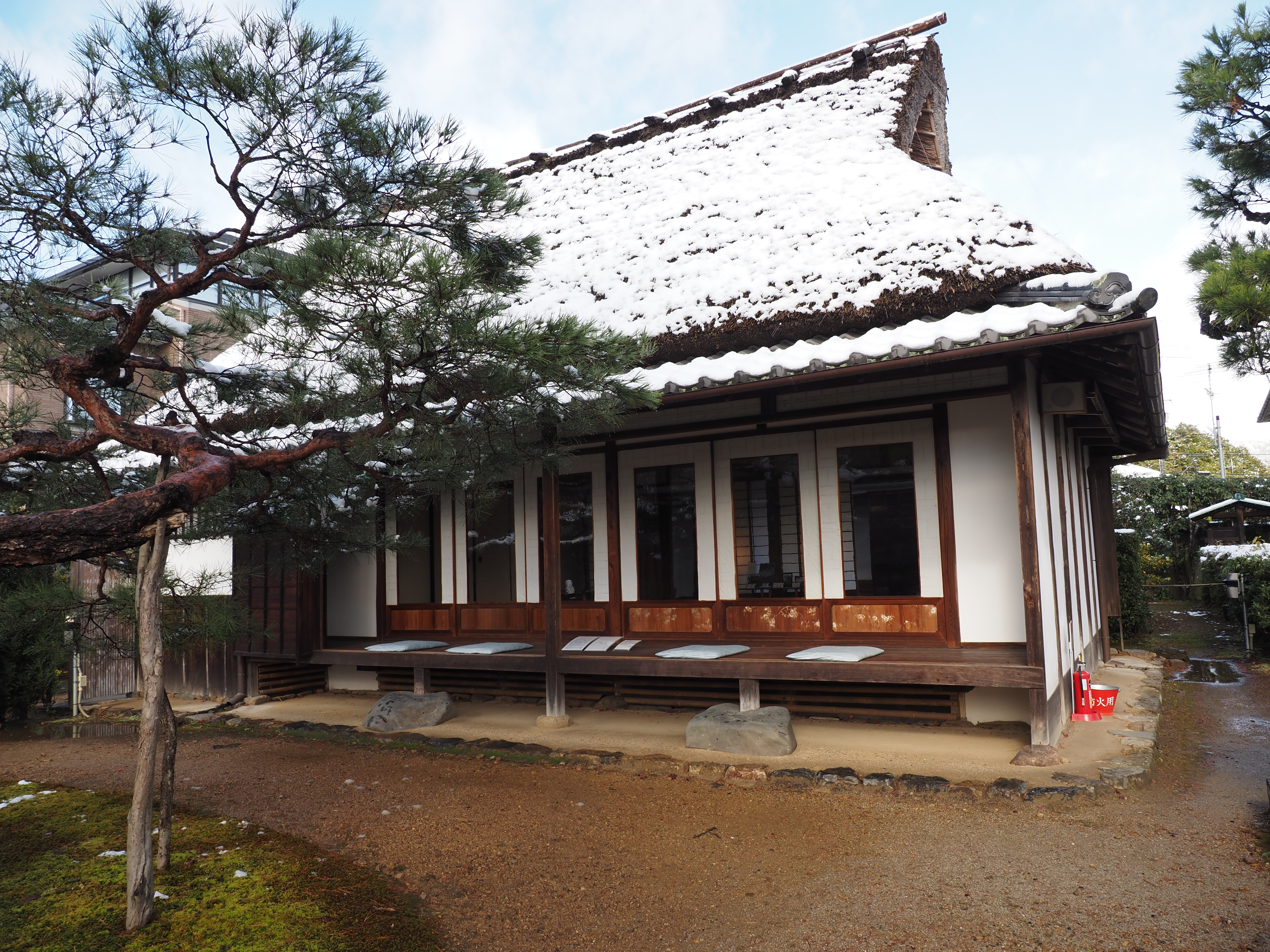
岩倉具視幽棲旧宅主屋降雪時

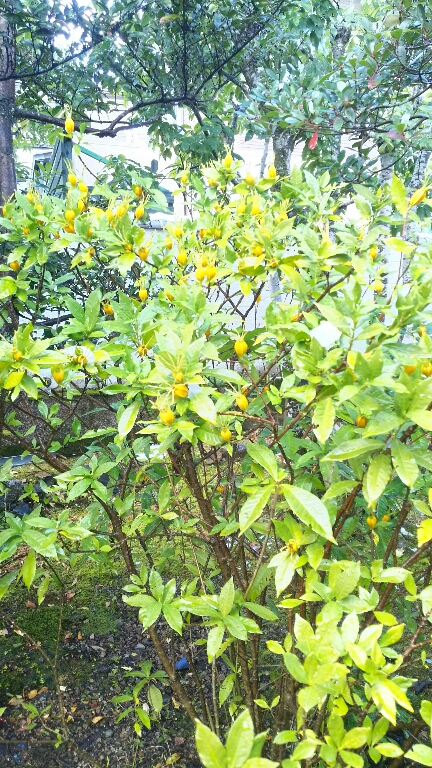
主屋の玄関前にあるクチナシの木

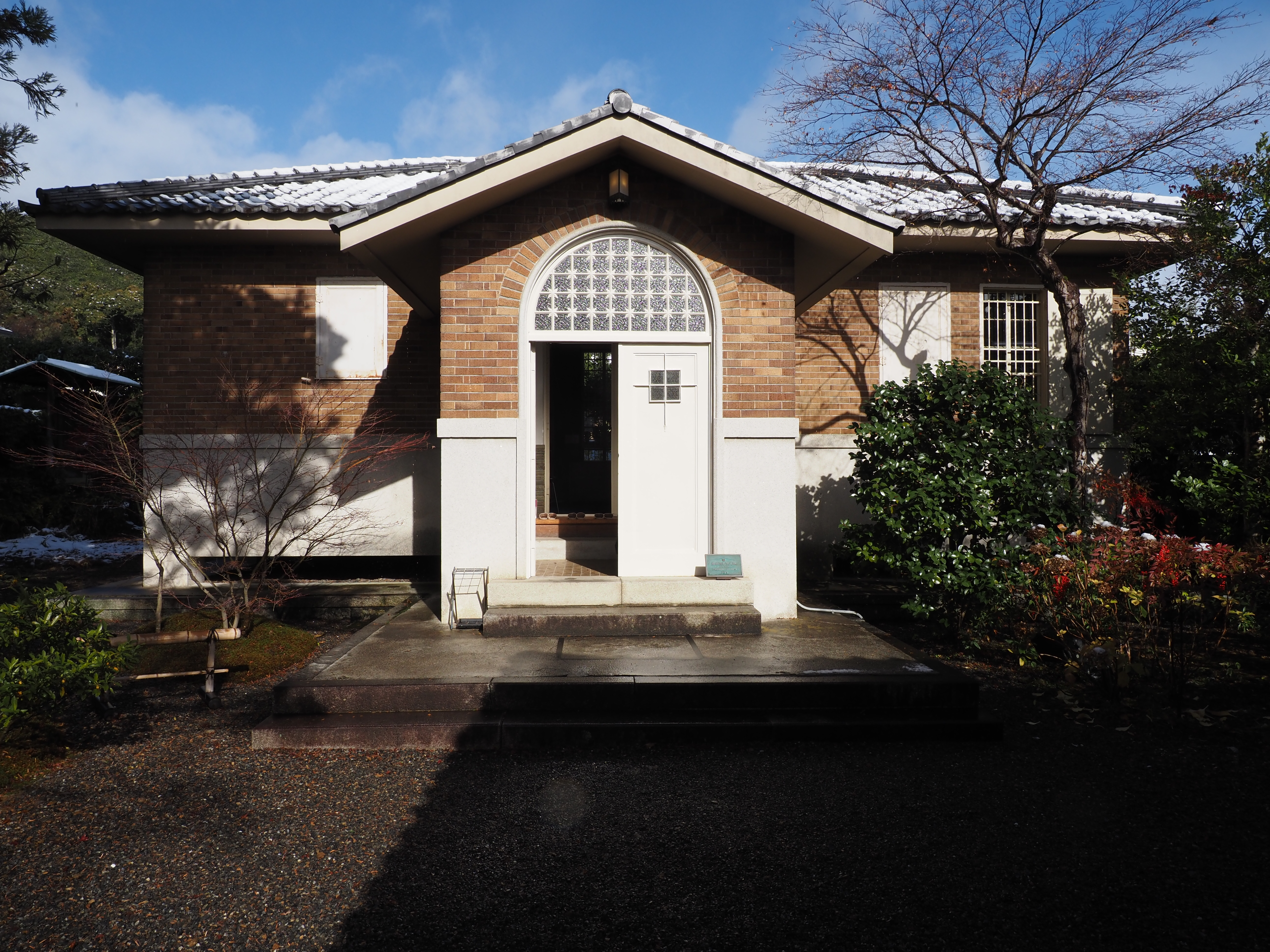
対岳文庫

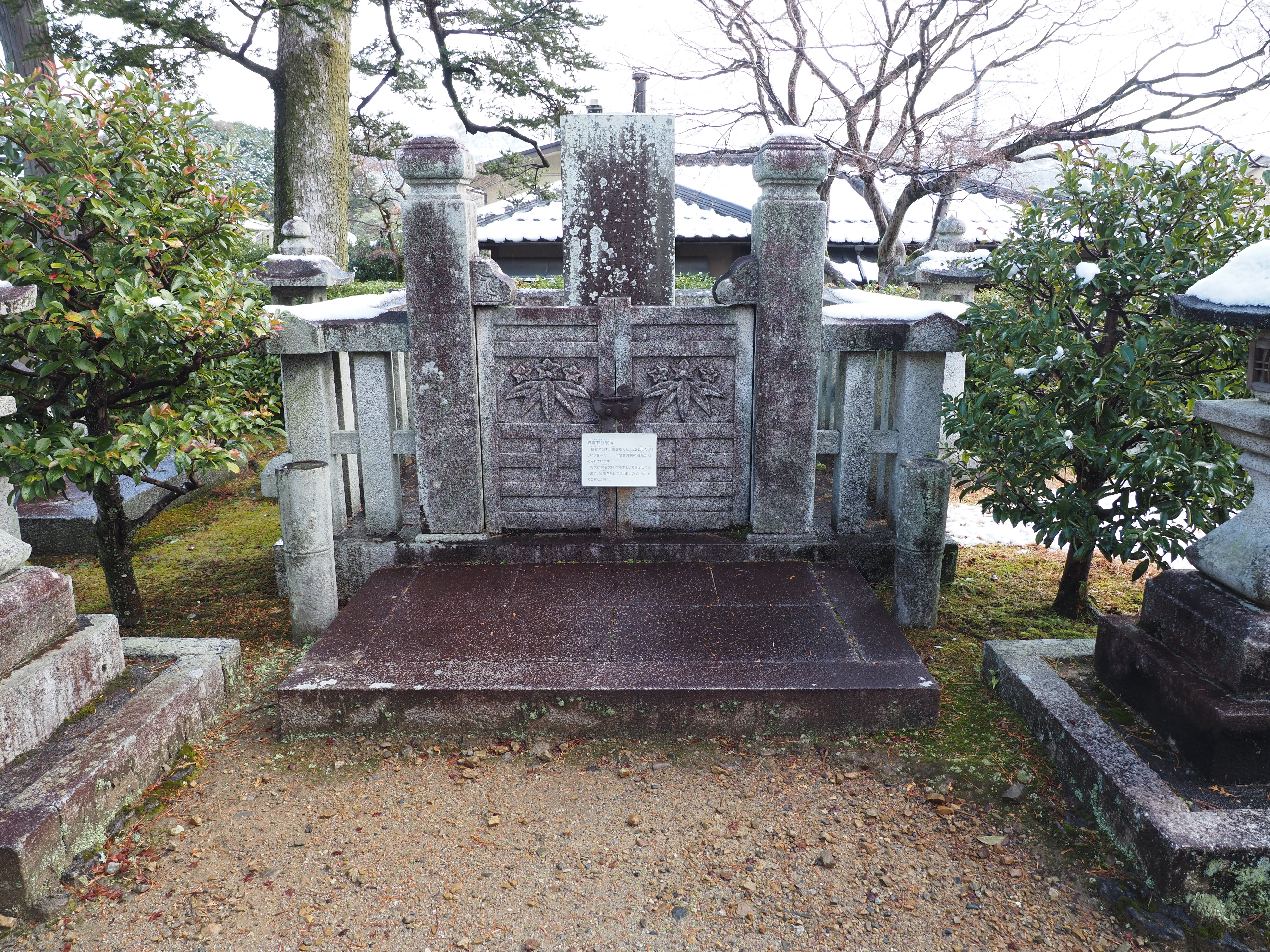
遺髪碑

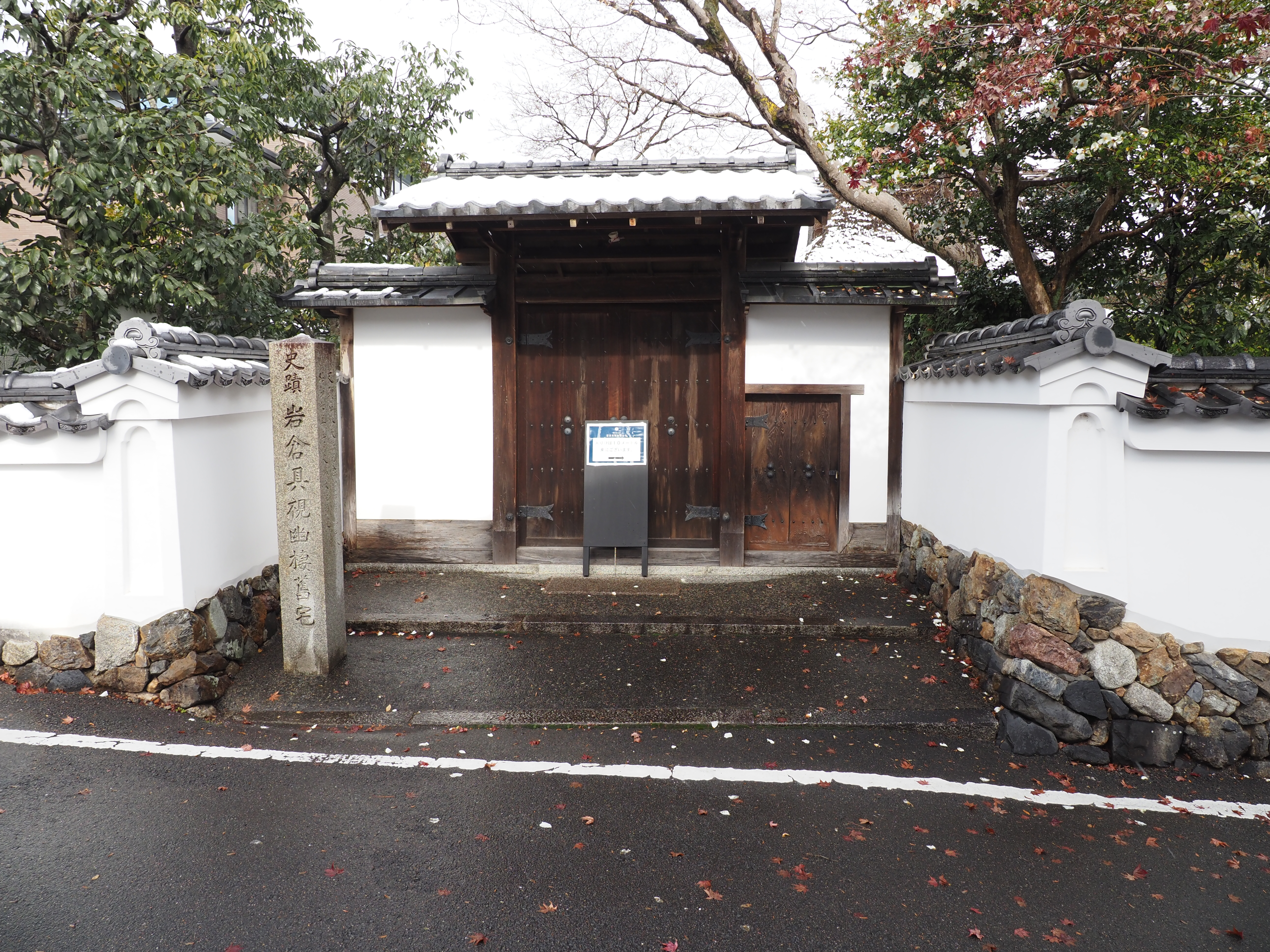
表門

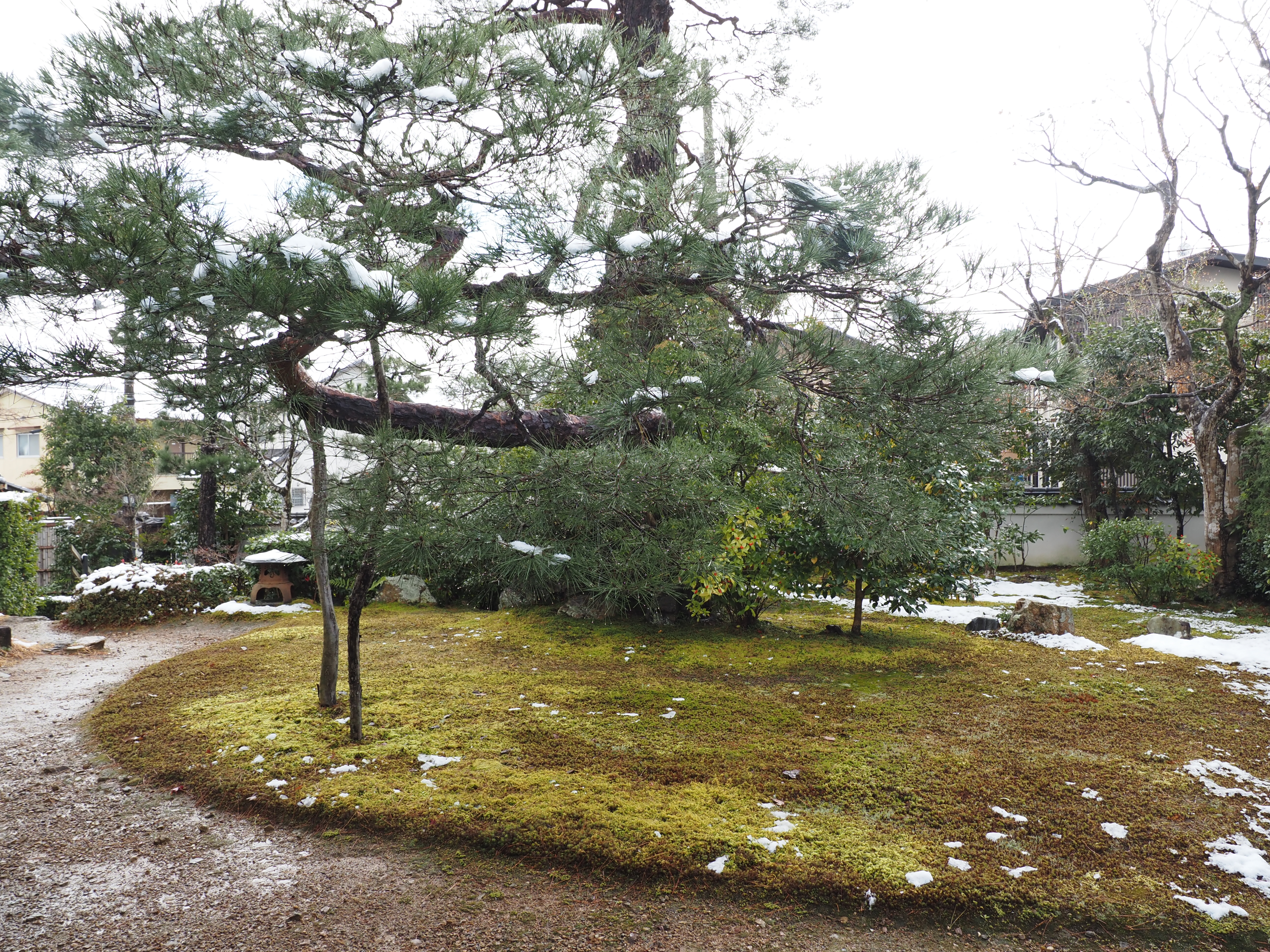
庭

## 歴史
朝廷内で発言力を増し、公武合体を唱えていた岩倉具視であったが、尊王攘夷の高まりにより、幕府よりの人間とみなされ天皇からも遠ざかることとなった。文久2年（1862年）には8月22日に辞官落飾、「友山」と号した。9月22日には京都御苑内の岩倉具視邸に洛中を立ち退かない場合、家族の命はない、という手紙が無名で投げ込まれ、岩倉具視は洛中を離れることとなる。
逃れた先は、霊源寺、それから西芳寺、そののち岩倉に移り住み幽棲した。数えの38歳で辞官・落飾した岩倉具視は地元の大工藤吉から古家を譲り受け、文久2年（1862年）9月から慶応3年（1867年）11月までの5年余り住んだ。住み始めた当初は、敷地面積は今の旧宅の敷地の半分程度で、改修・増築を重ねて、今の敷地面積と建物の構造になっていった。幽居中とはいえ活発に政治活動を続けた岩倉はここでも浪士らにつけ狙われた。帰京するまでは、ここで水戸の小林彦次郎や薩摩藩士の井上岩見がよく通っていたとされる。1865年からは様々な志士から情報を集めて、公武合体というこれまでの考えから反幕府的な王政復古へと考えを変えていくようになった。1867年には坂本龍馬、中岡慎太郎、大久保利通らが訪問、今後の方針を固めていったとされる。
明治維新後は岩倉具視は東京に移り住んだが京都を訪れるたび、この旧宅に訪れ明治9年（1876年）には近隣住民を招いていの食事会を催している。旧宅は大正3年（1876年）には岩倉村に寄付、大正15年（1888年）には「財団法人岩倉公旧跡保存会」が管理することとなった。
1928年（昭和3年）には保存会の活動により、旧宅の整備の資金調達が完了、建物の修理、文庫・事務所の建築、環境整備が行われた。武田五一による対岳文庫の設計もこのときであり、施工は小﨑田中工務店（現、ミラノ工務店）だった。また庭や樹木の整備は七代目小川治兵衛（植治）が行った。
1932年（昭和7年）3月25日付で国の指定史跡となった。
その後しばらくは、「財団法人岩倉公旧跡保存会」の手で管理・保存され有料で公開されていたが、2013年（平成25年）1月に同会が役員の高齢化等を理由に解散したため公開を一時中止し、その後、建物は京都市に寄贈され同年5月31日より再び公開された。

## 施設

### 主屋
1864年（元治元年）に増築された茅葺きの建物。隣雲軒（りんうんけん）とも呼ばれる。命名は東伏見宮で扁額も寄贈している。桁行は3.278ｍ、梁間は2.957ｍで屋根は茅葺と桟瓦葺である。主屋の書院の小さい襖絵は岩倉具視と同一時代の人物である岸恭の雀と竹の絵があり、落款も確認できる。南側の障子のガラスは手延べガラスという古いガラスが使用されている。

### 附属屋
大工藤吉の居宅を買い取って岩倉具視が住んでいた建物。1902年に屋根が現在のように茅葺から瓦葺にされた。桁行は9.826ｍ、梁間は6.824ｍ、全部で4室あり、北西に台所があるのが特徴。残りの3室は4畳半の居室である。

### 繋屋
主屋と附属屋をつなぐ建物。主屋と同じく1864年に増築された。桁行は3.278ｍ、梁間は2.957ｍ、北に浴室、南に便所がある。

### 対岳文庫（たいがくぶんこ）
岩倉具視の遺品を集めて陳列されている鉄筋コンクリート造りの洋館。武田五一の設計で1928年（昭和3年）に建設された。「対岳文庫」と名付けられた小さな博物館であり、遺品等の収蔵品のごく一部は陳列されている。この収蔵品のうちの1011点は2000年（平成12年）に国の重要文化財に指定されている。対岳文庫は、東伏見宮の命名であり、比叡山に対面している状態も表している。2007年に国登録有形文化財に登録されている。入口の扉は目立つアーチ型で内部は陳列室と収蔵庫の二部屋の設計である。

### 遺髪碑
岩倉具視と槇子夫人の遺髪を埋葬した塚。井上毅による碑文が刻まれている。1885年（明治18年）、岩倉具視が亡くなって2年後に遺髪碑が建てられた。その際、主屋の増築部分の解体と移動が行われ、現在の遺髪碑と主屋の配置となった。

## 交通アクセス
- 叡山電鉄鞍馬線岩倉駅から徒歩15分[11]
- 京都バス岩倉実相院から徒歩3分[2]